# The Way I Feel (Gordon Lightfoot)
| Recensione | Giudizio |
| ---------- | -------- |
| AllMusic   |          |

The Way I Feel è il secondo album discografico del cantautore canadese Gordon Lightfoot, pubblicato dalla casa discografica United Artists Records nel giugno del 1967.

## Tracce
Lato A
Testi e musiche di Gordon Lightfoot.
1. Walls – 2:50 – Registrato nel gennaio 1967 a Nashville, Tennessee
2. If You Got It – 2:25 – Registrato nel novembre 1964 a New York
3. Softly – 3:18 – Registrato il 6 aprile 1967 a Nashville, Tennessee
4. Crossroads – 2:55 – Registrato il 6 aprile 1967 a Nashville, Tennessee
5. A Minor Ballad – 3:10 – Registrato il 6 aprile 1967 a Nashville, Tennessee
6. Go-Go Round – 2:35 – Registrato (circa) nel novembre del 1966 (luogo non accreditato)

Lato B
Testi e musiche di Gordon Lightfoot.
1. Rosanna – 2:37 – Registrato nel gennaio 1967 a Nashville, Tennessee
2. Home from the Forest – 3:00 – Registrato nel gennaio 1967 a Nashville, Tennessee
3. I'll Be Alright – 2:20 – Registrato (circa) nel novembre del 1966 (luogo non accreditato)
4. Song for a Winter's Night – 2:55 – Registrato il 6 aprile 1967 a Nashville, Tennessee
5. Canadian Railroad Trilogy – 6:10 – Registrato il 2 gennaio 1967 a Nashville, Tennessee
6. The Way I Feel – 2:56 – Registrato il 9 marzo 1966 a New York

## Musicisti
Walls / Softly / Crossroads / A Minor Ballad / Rosanna / Home from the Forest / Song for a Winter's Night / Canadian Railroad Trilogy
- Gordon Lightfoot – voce solista, chitarra
- Red Shea – chitarra solista
- Charles McCoy – terza chitarra, armonica, celeste, campane
- Charlie McCoy – violoncello (brano: A Minor Ballad)
- John Stockfish – basso
- Ken Buttrey – percussioni

If You Got It
- Gordon Lightfoot – voce solista, chitarra
- David Rea (o) Bruce Langhorne – chitarra
- Bill Lee – basso acustico

Go-Go Round / I'll Be Alright
- Gordon Lightfoot – voce solista, chitarra
- Altri musicisti non accreditati

The Way I Feel
- Gordon Lightfoot – voce solista, chitarra
- David Rea (o) Bruce Langhorne – chitarra
- Bill Lee - basso acustico[5]

Note aggiuntive
- John Court – produttore (A Groscourt Production)
- Barry Feinstein – fotografia copertina frontale album[6]